# Alpetragius (månkrater)

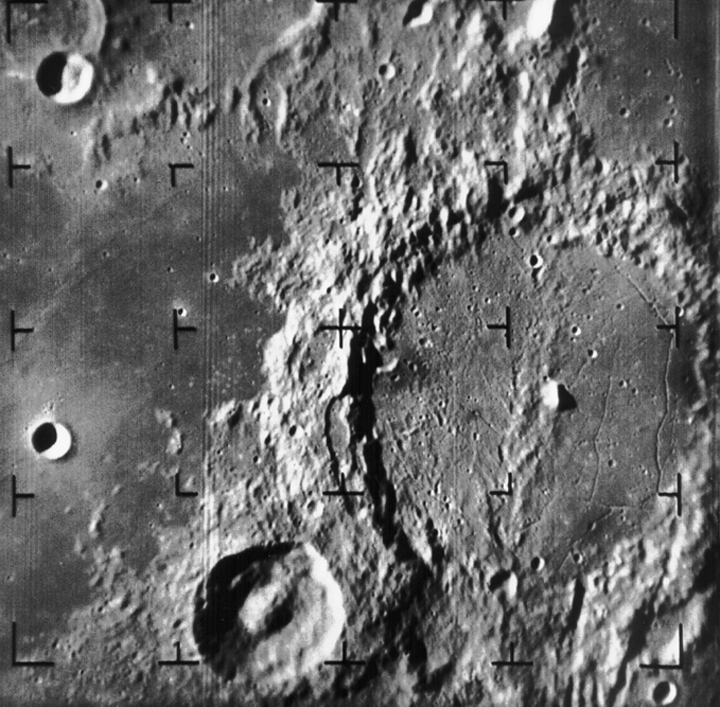
Bild tagen av Ranger 9 den 24 mars 1965 på ett avstånd av 442 kilometer. Kratern Alpetragius syns vid botten av bilden, snett nedanför den större Alphonsus.

Alpetragius är en nedslagskrater på månen som är lokaliserad till den östra kanten av Mare Nubium, till sydväst om den mycket större kratern Alphonsus. I sydväst ligger den prominenta kratern Arzachel och till väst ligger den översvämmade kratern Lassell.
Den mest utmärkande kännetecknet för den här kratern är dess oproportionellt stora centrala upphöjning, vilken formar en avrundad stigning som upptar nära nog hela kratergolvet—en tredjedel av kraterns diameter—och stiger till en höjd av 2,0 km. Det föreligger även bevis att denna upphöjning har blivit förstorad genom vulkaniska eruptioner och det tycks vara en eroderad öppning på dess topp. Kraterranden har fina terrasser som slutar ned mot den centrala kantens upphöjning längs med de södra och östra sidorna. Den yttre kraterväggen är nära nog rund med mindre utbuktningar på de norra och västra sidorna. 
Den yttre kraterranden sitter samman med Alphonsus sydvästra kraterrand genom en upphöjning i ytan. En båge av kraterdepressioner från Alphonsus södra kraterrand böjer av mot väst och delar Alpetagnius från kratern Arzachel. Till väst-nordväst är den kraterliknande konturerna av Alpetragius X, som nu svämmats över av basalt vulkaniskt material (eng. lunar mare) och övertäckt tvärs över öst med utkastat material från nedslaget efter Alpetragius.

## Satellitkratrar
På månkartor är dessa objekt genom konvention identifierade genom att placera ut bokstaven på den sida av kraterns mittpunkt som är närmast kratern Alpetragius.
| Alpetragius | Latitud | Longitud | Diameter |
| ----------- | ------- | -------- | -------- |
| B           | 15.1° S | 6.8° V   | 10 km    |
| C           | 13.7° S | 6.1° V   | 2 km     |
| G           | 18.2° S | 6.5° V   | 12 km    |
| H           | 18.0° S | 6.0° V   | 5 km     |
| J           | 18.0° S | 5.7° V   | 4 km     |
| M           | 16.5° S | 3.2° V   | 24 km    |
| N           | 16.7° S | 3.8° V   | 11 km    |
| U           | 17.7° S | 5.1° V   | 14 km    |
| V           | 18.1° S | 5.8° V   | 17 km    |
| W           | 17.9° S | 6.0° V   | 27 km    |
| X           | 15.6° S | 5.7° V   | 32 km    |